# Rob Swanenburg
Rob (Robbert Maxim) Swanenburg (Utrecht, 9 mei 1947 - Laren, 29 september 2013) was een tv-programmamaker, producer en regisseur.

## Jeugd
Zijn vader was ingenieur en wetenschapsjournalist en zijn moeder publiciste. Rob was de oudste van vier zoons.
Rob ging naar de Lagere School in Tienhoven en vervolgens naar het Gemeentelijk Gymnasium in Hilversum waar hij zowel het diploma Gymnasium A als het diploma Gymnasium B haalde. Op deze school was hij actief als hoofdredacteur van de schoolkrant en als fotograaf.

## Carrière
Swanenburg werd cameraman bij de Nederlandse Omroep Stichting (NOS) in 1970. Van 1973 tot 1976 verzorgde hij de eindregie voor de NOS, SchoolTV en Teleac. In 1976 werd hem gevraagd om voor de NOS een populairwetenschappelijk programma te ontwikkelen. Dit werd het maandelijkse magazineprogramma Horizon, dat bestond van 1976 tot 1989. Aan dit programma waren door de jaren heen presentatoren verbonden als Ria Dalmeijer, Paul Staudenmaijer, Jan Vink, Ingrid Drissen, Dodi Apeldoorn, Nelleke van der Krogt en Ben Kolster. Vaste commentaarstem buiten beeld was Joop Koopman.
Swanenburg werkte vanaf 1976 samen met producer Liesbeth van Leeuwen Boomkamp die ook privé zijn partner was. Na Horizon maakte hij vooral documentaires, meestal over wetenschappelijke en technische onderwerpen. Hij verliet de omroep in 2003. Rob Swanenburg stierf in 2013 aan de gevolgen van de ziekte van Parkinson.

## Oeuvre

### Documentaires
- 1975	“Sans Profession”, Een portret van de schrijver Georges Simenon.
- 1976	“Landing op Mars”, Verslag van de landing van de Viking 2 op Mars, gemaakt samen met Chriet Titulaer.
- 1979	“Duxford Darlings”, Documentaire over de restauratie van antieke vliegtuigen op het vliegveld van Duxford in Engeland.
- 1980	“De Vlag van de Vrede”, Verslag van de Unesco/Unicef kindermanifestatie in Bulgarije met het Scapino Ballet.
- 1984	“Race door de Tijd”, Begin jaren tachtig ontwikkelt Rob Swanenburg het idee om de legendarische reis van het KLM-toestel de Uiver uit 1934 50 jaar na dato voor de televisie te reconstrueren. Daartoe wordt een authentieke Amerikaanse DC-2 gerenoveerd en vliegklaar gemaakt. De vlucht van Nederland naar Melbourne wordt tussen 18 december 1983 en 5 februari 1984 opnieuw gevlogen. Rob Swanenburg doet in die weken ook regelmatig verslag voor de radio in het programma Met het oog op morgen. De reis resulteert in de driedelige documentaire serie “Race door de Tijd“.
- 1986	“A 270 Billion dollar game”, Documentaire over de vliegtuigfabrikant Airbus in Toulouse.
- 1988	“Markant": prof. Kolff, Een portret van prof. Willem Kolff, de Nederlandse uitvinder van de	kunstnier.
- 1989	 “De Bezetting”, Een gemoderniseerde versie van de serie uit de jaren zestig van Lou de Jong over Nederland tijdens de Tweede Wereldoorlog. Presentatie: Pier Tania.
- 1991	“Wachten in de Wolken”, Documentaire over de Europese luchtverkeersleiding. Coproductie met de Wereldomroep.
- 1992	“Venetië onder water”. Documentaire over de wijze waarop de wetenschap Venetië tracht te redden. Coproductie met de Wereldomroep.
- 1993	“Zo goed als oud” en "De tijd van je leven”, Twee documentaires van 50 minuten over ziektebeelden bij ouderen en de mogelijkheden van kunstmatige levensverlenging, in het kader van het Europese jaar van de ouderen.
- 1994	“Na de Oorlog”, Vier documentaires van 50 minuten over architectuur en woningbouw in Rotterdam, de opkomst van de automatisering, energie en energiebeleid, en opvang van de uit de kampen terugkerende Joden.
- 1996	“De Nieuwsfabriek”, Drie documentaires van 50 minuten over nieuws: ontwikkeling van het televisienieuws, invloed van televisienieuws in Azië, en toekomstige ontwikkelingen in nieuwsproductie voor televisie.
- 1997	“De laatste druppel”, Documentaire over waterschaarste.
- 1997/98 “Hoe ouder hoe beter”, Drie documentaires van 50 minuten over veroudering en onderzoek naar mogelijke beïnvloeding van verouderingsprocessen. Coproductie met de Wereldomroep.
- 1999	“Zon, wind en zaagsel”, Documentaire over de mogelijkheden van biomassa als brandstof.
- 2002	“The Food Factory”, Zeven korte documentaires over verschillende aspecten van voeding, dieet en voedseltechnologie.
- 2002	“Praalgraf voor een Prins”, Documentaire over de restauratie van het praalgraf van Willem van Oranje die plaats vond tussen 1996 en 2001 in de Nieuwe Kerk in Delft.

Van de meeste documentaires maakte Swanenburg, naast de Nederlandse, een Engelstalige versie. Deze zijn via de distributiekanalen van de Wereldomroep verspreid naar vele buitenlandse televisiestations.

## Nevenactiviteiten
- Lid van de programmaraad NIK
- Bestuurslid Stichting Uiver Memorial
- Bestuurslid Nederlandse Vereniging van Uitvinders